# شونهایده
شونهایده (به آلمانی: Schönheide) یک شهر در آلمان است که در ارتسگبیرگسکرایس واقع شده‌است. شونهایده ۵٬۲۸۳ نفر جمعیت دارد.

## خواهرخوانده
شهرهای Sulzbach، باد راپنوا، بیرفلدن و نودلینگن خواهرخوانده‌های شونهایده هستند.